# Elfringhausen

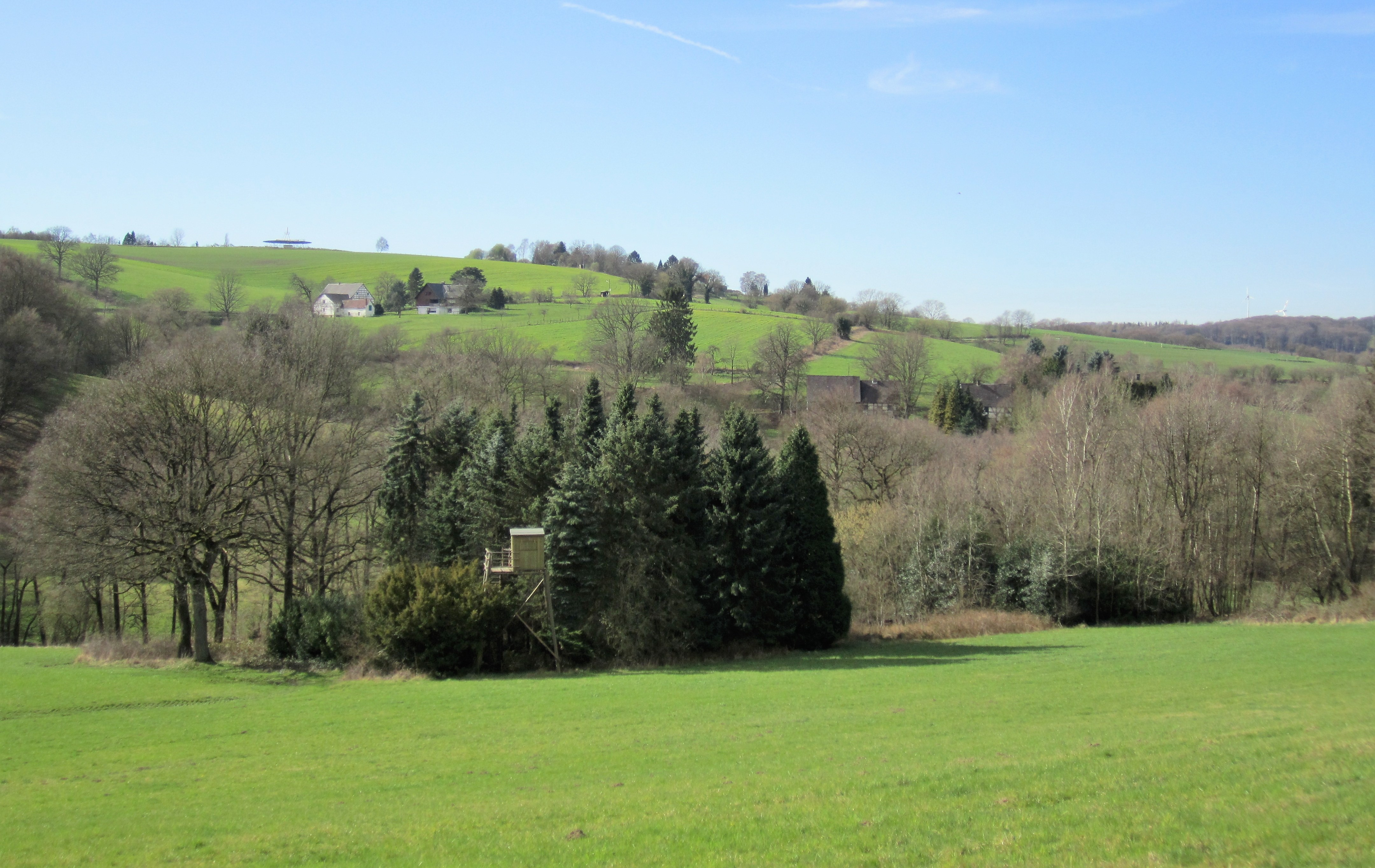
Oberelfringhausen im Felderbachtal

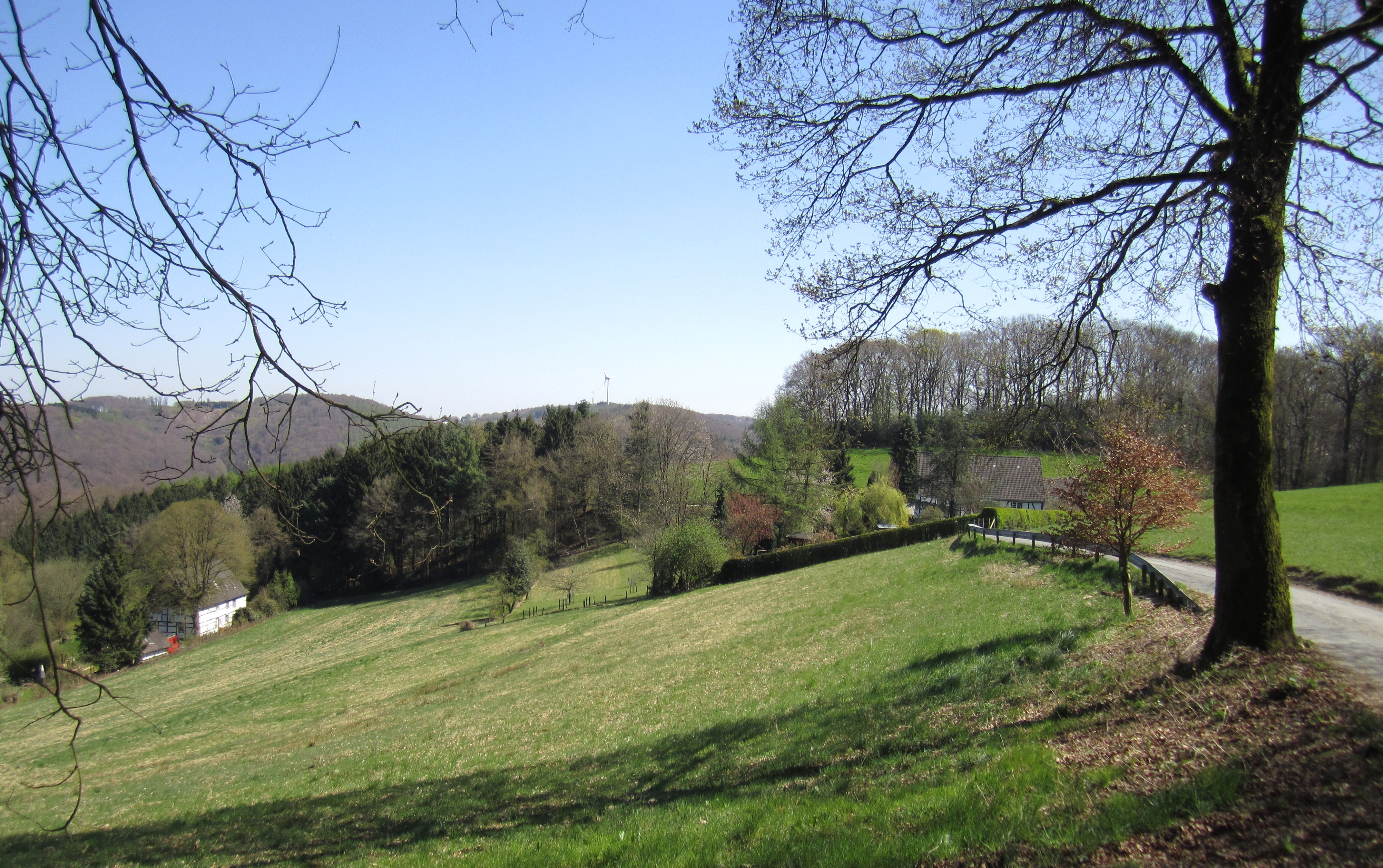
Höhenweg in Niederelfringhausen

Elfringhausen liegt südlich von Hattingen im Ennepe-Ruhr-Kreis (Nordrhein-Westfalen) mit den Stadtteilen Niederelfringhausen (4,67 km²) und Oberelfringhausen (7,26 km²) im Grenzgebiet des märkischen Westfalen und des Bergischen Landes.

## Geschichte
Die Bauerschaft Elfringhausen wurde im Jahre 1253 als Elfrinchusen erstmals namentlich erwähnt, aber der Ort ist eine über 400 Jahre ältere sächsische Siedlung vom sogenannten „-inghausen“-Typ und den sächsischen Siedlern mochte das dunkle Wiesental mit seinen grauen Nebeln als Aufenthaltsort der Elfen geeignet erscheinen, die hier ihre nächtlichen „Reigen oder Ringe“ aufführten. So scheint der Name ELF-RING-HAUSEN entstanden zu sein. Heute geht man aber inzwischen davon aus, dass die Deutung des Ortsnamens mit bei den Häusern der Leute des Alfheri’ umschrieben werden kann. Menschen haben hier wohl schon seit Jahrtausenden gelebt, auf dem südwestlichen Grund des Lindenhofes (erstmals 1005 erwähnt) wurde bei Ausgrabungen in den 1930er Jahren die Überreste einer 23 Morgen großen altgermanischen Flieh- oder Wallburg, mit einem doppelten Ringwall entdeckt. Gefunden hat man dabei eine ca. 4000 Jahre alte Steinwaffe, einen Faustkeil.

### Mittelalter
Vor 1200 Jahren war hier ein Urwald, der Wagneswald, Grenzwald zwischen Franken im Westen und Sachsen im Osten, Wasserscheide zwischen Ruhr und Wupper im Süden. Der Bach der dieses Gebiet durchzieht hieß früher Farnthrapa (Felderbach). Die erste urkundliche Erwähnung war am 17. Oktober 837, als Erp, Sohn des Aldrik, der Reichsabtei Werden, zwischen den Bächen Podrebeci (Porbecke) und Farnthrapa, eine Rodung im Waneswald schenkte. Die Rodung Varentrappe (Fahrentrappe) entstand schon vor 800, als der sächsische Siedler Älfried mit seiner Sippe hier ein Blockhaus erbaute. Über diesen Hof führte der einzige Weg durch den Urwald ins nördliche Ruhrtal, später als der Grüne Weg Fern- und Kirchweg nach Hattingen.
Im Jahre 1005 werden in Elfringhausen zehn abgabepflichtige Höfe benannt: Huxel, Fahrentrappe, Haselbeck, Lifterhof, Kühls und Lindenhof, erweitert mit Kinkhausen, Niggen, Polzenberg und Striebeck. Sie gehörten zu den 21 Unterhöfen des Reichshofes Hattingen, welches Kaiser Heinrich II. um die gleiche Zeit der Abtei Deutz schenkte. 1243 kam die Deutzer Herrschaft Hattingen mit allen Höfen an die Grafschaft Mark. Nur einige Lehnshöfe blieben beim Kloster Werden, wie der im Jahre 1220 erstmals erwähnte Hof Bärwinkel. Das Bitters Gut gehörte dem Ritter Konrad von Didinkhoven (Haus Herbede). Der Graf von der Mark war Holzrichter in der Elfringhauser Mark mit der Mastberechtigung. Ein Adelsgeschlecht wird 1328 mit Arnoldus de Elfrinchhusen und 1391 mit Koine von Elfrinchhusen erwähnt. Dietrich von der Brüggeney war um 1350 bis 1400 von den Herren von Limburg-Stirum mit der Hälfte der Güter to Boninkhusen (Böhnkes) und oppen Velde (Fellers-/Marienhof) belehnt.
Elfringhausen gehörte im Spätmittelalter und der Frühen Neuzeit in eigener Bauerschaft (Elffrinkhuysen) zum Amt Blankenstein, Kirchspiel und Gogerichtsbezirk Hattingen. Laut dem Schatzbuch der Grafschaft Mark von 1486 hatten die 24 Steuerpflichtigen in der Bauerschaft zwischen 2 oirt und 5 Goldgulden an Abgabe zu leisten. Folgende Höfe werden genannt: „vier Huxel-Höfe, Rischenhof, Obere Blume, Böhnkes Hof, Haselbeck, Niederlaak, Oberlaak, zwei Bemberg-Höfe, Fellershof, zwei Lifterhöfe, Auerhof, Bitters, Bärwinkel, Fahrentrappe, Abell, Kuhle, Mellbeck, Dunk und Flehinghaus“. Laut Dienstgeldregister des Hauses Blankenstein von 1685 wurden 22 Hofbesitzer in der Bauerschaft mit unterschiedlichen Albus-Beträgen besteuert.

### Neuzeit
Das 16. und 17. Jahrhundert brachten der Region viel Not und Bedrängnis. Es gab zahlreiche Pestepidemien zwischen 1526 und 1620. In den 200 Jahren durchzogen auch plündernd und verwüstend eine Soldateska nach der anderen die Gegend und überfielen dabei viele der hier schutzlos verstreut liegenden Bauernhöfe.
Ab dem Jahr 1753 kam Elfringhausen zum Kreis Hörde und nach Auflösung der Grafschaft Mark in der Franzosenzeit gehörten ab 1809 Nieder- und Oberelfringhausen als eigenständige Landgemeinden zur Munizipalität Sprockhövel im Kanton Hattingen und Arrondissement Hagen. Ab 1817 zum Amt Sprockhövel im Kreis Bochum bzw. ab 1819 zum Kreis Hagen. Ab 1825 zum Amt Hattingen im Kreis Bochum. In den Jahren 1844 und 1885 zum Amt Hattingen im Kreis Hattingen bzw. ab 1929 zum Ennepe-Ruhr-Kreis. Nach einem Hoch der Einwohnerzahlen im Jahre 1858 (417 / 670), nahmen sie in folgenden Jahrzehnten stetig ab, nachdem viele Familien, wegen der besseren Wohn- und Arbeitsbedingungen in umliegenden Gemeinden, ihre angestammte Heimat verließen. 1885 gab es in Niederelfringhausen (plus zwei Wohnplätze) 47 Wohnhäuser mit 64 Haushaltungen und 390 Einwohner, in Oberelfringhausen (plus zwei Wohnplätze) 75 Wohnhäuser mit 89 Haushaltungen und 528 Einwohner.
In dem von Land-, Vieh- und Forstwirtschaft geprägten Elfringhausen gab es auch Eisenkotten, wo in Heimarbeit Nägel und andere Kleineisenteile geschmiedet wurden. Hausbandweber wurden erstmals im Jahre 1822 urkundlich erwähnt und viele Bewohner (Kötter) lebten von der Bandweberei. 1961 gab es noch 29 Weber mit 63 Bandstühlen in Elfringhausen. Während die Bandwirker in Oberelfringhausen Baumwolle und Leinen verarbeiteten, verwebten die aus Niederelfringhausen hauptsächlich Seide.
Der am Ende des Zweiten Weltkriegs als „Schwarzer Tag im Hügelland“ genannte 15. April 1945 brachte Elfringhausen Tod und Zerstörung. Durch den unsinnigen Kampf der hier verteilten deutschen Wehrmacht, wurden beim Einmarsch der Amerikaner 26 Gehöfte bzw. Anwesen von Stüter bis in den Elfringhauser Süden ganz oder teilweise niedergebrannt. Sechs Gehöfte waren schon vorher durch Brandbomben in Schutt und Asche gefallen. Die Schule und viele andere Häuser wurden stark beschädigt. Neben den 25 völlig zerstörten Anwesen wurden auf der Talsohle fast alle Häuser angeschossen.

### Schule, Kirche und Vereine

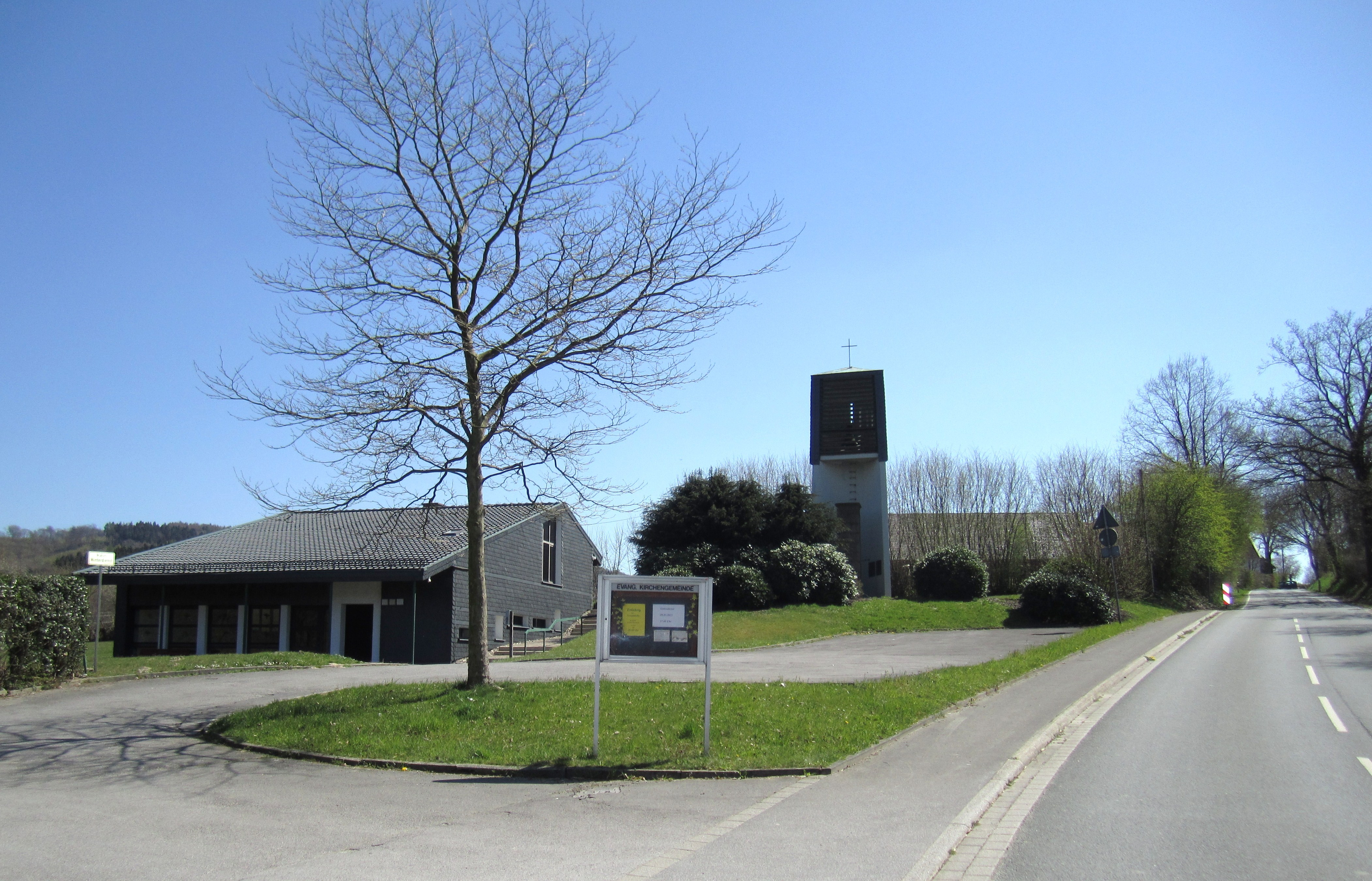
Evangelische Kapelle Elfringhausen

Eine Schule soll es schon vor 1700 auf dem Auerhof gegeben haben. Später gab es eine Schule am Lifterkamp, die 1821 durch einen Neubau ersetzt wurde, bis 1908 als evangelische Volksschule, danach als öffentliche Verband-Volksschule (Neubau 1962). Im Jahre 1890 betrug die Schülerzahl 126. Insgesamt 23 Lehrer gab es im Laufe der Zeit an der Schule bis zu ihrer Auflösung 1968. Der Lehrer Caspar Ludwig Gosmann (1838–1915) war auch als Organist und erster Heimatforscher in Elfringhausen tätig.
Die Bewohner Elfringhausens sind größtenteils evangelisch und seit dem Mittelalter nach Hattingen eingepfarrt. Nur einige Familien (ca. 160 Seelen) aus dem Süden von Oberelfringhausen haben sich ab 1787 der Kirchengemeinde Herzkamp angeschlossen. Erst 1899 wurde für beide Elfringhausen ein Gemeindevikar angestellt. Der private Friedhofsverein (Sparverein) wurde 1896 gegründet und der Friedhof im Jahre 1900 eingeweiht. Vor diesem wurde 1964 die „Evangelische Kapelle Elfringhausen“ errichtet und 1984 ein Gemeindehaus angebaut. Auf dem Marienhof gab es von 1931 bis 1982 eine katholische Kapelle, als dort ein Schwesternerholungsheim beherbergt war. Hohe Besucher auf dem Marienhof waren im Frühjahr 1950 Kardinal Josef Frings aus Köln und im Oktober 1950 Erzbischof Lorenz Jaeger aus Paderborn. Heute dient die ehemalige Kapelle auf dem Demeterhof als Veranstaltungsraum.
Einen Landwehrverein gab es von 1871 bis 1945. Im Zweiten Weltkrieg hatten beide Gemeinden insgesamt 49 Kriegsgefallene zu beklagen. Der Sportverein SSV Preussen wurde im Jahre 1953 gegründet (Tischtennis-Landesligist) und 1967 der „Bürger-, Heimat- und Verkehrsverein Elfringhausen und Umgebung e. V.“.

### Ortsteile

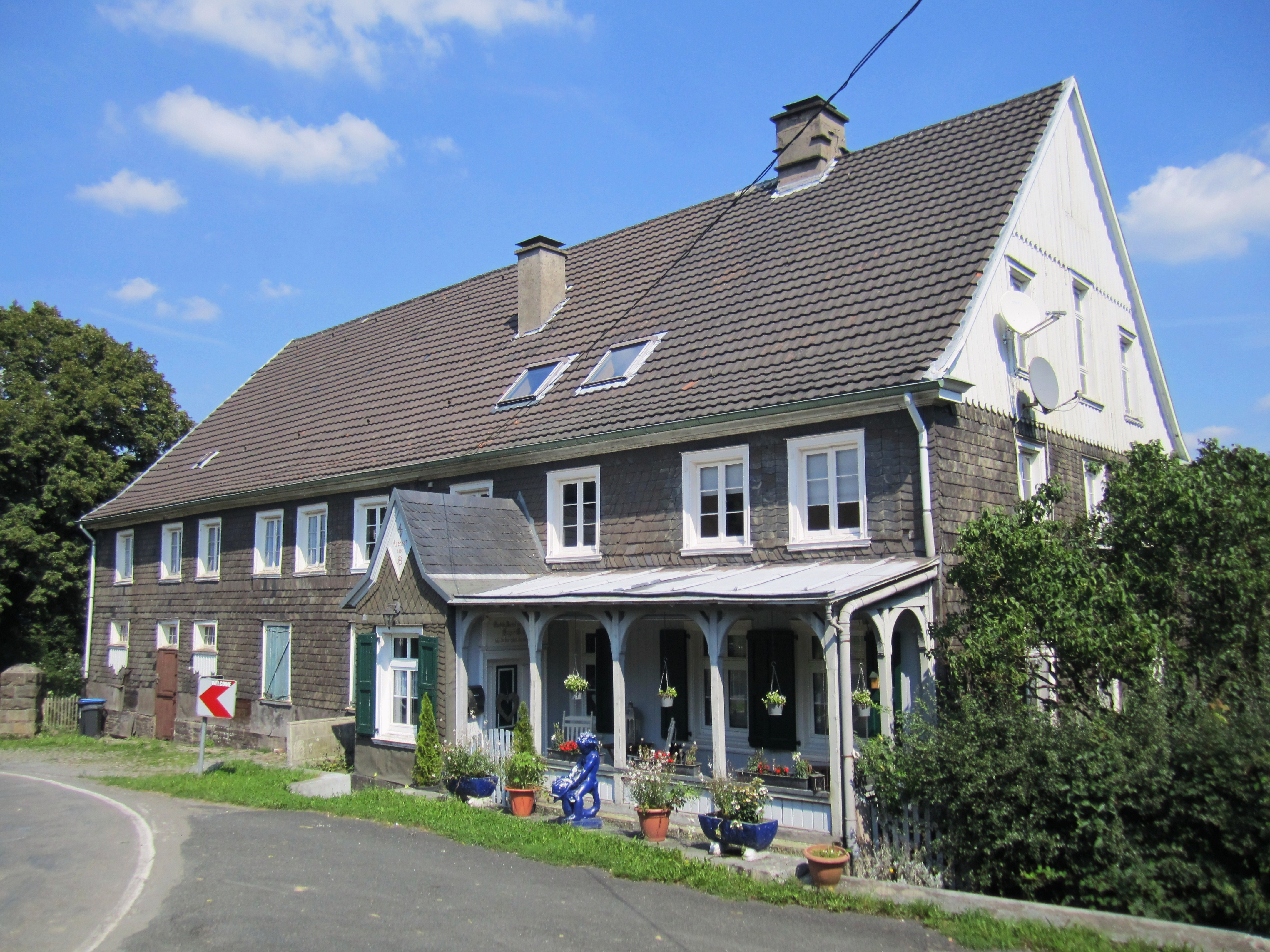
Baudenkmal Auerhof

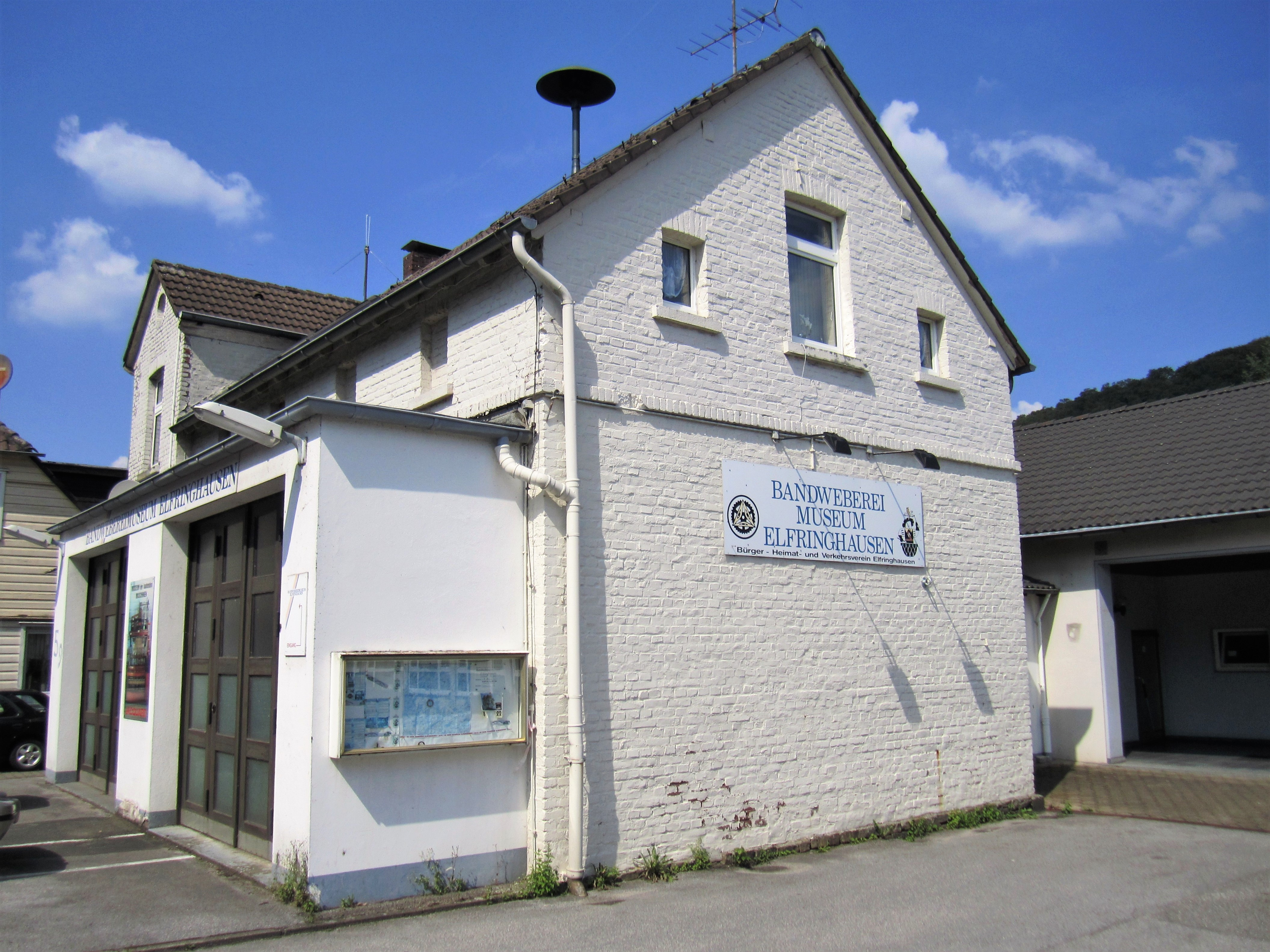
Bandwebereimuseum

Ende 1969 hatte Niederelfringhausen 273 Einwohner mit Gemeindevorsteher Günter Schwardtmann (1964–1969). Oberelfringhausen hatte 461 Einwohner mit Gemeindevorsteher Heinrich Meiwes (1952–1969). Im Rahmen der kommunalen Neugliederung wurden beide Gemeinden am 1. Januar 1970 in die Stadt Hattingen eingegliedert. Der Auerhof und der Lindenhof sind Hattinger Baudenkmäler. Veranstaltungen finden im ehemaligen Gemeindezentrum statt, wie z. B. 2014 das 50. Elfringhauser Heimatfest. Am 30. Juni 2024 hatte Niederelfringhausen 176 Einwohner und Oberelfringhausen 324 Einwohner.

## Infrastruktur
Die Landesstraße L 924 (Felderbachstraße) führt von Nordwesten nach Süden durch das Elfringhauser Gebiet. Die dort verkehrende Buslinie 634 wurde im Januar 2018 eingestellt. Seitdem gibt es in Elfringhausen keine öffentlichen Verkehrsmittel mehr.
Die Freiwillige Feuerwehr Elfringhausen besteht seit 1944. Der Löschzug hat 29 Mitglieder.

## Tourismus und Freizeit
Es gibt hier seit 1996 das Bandwebereimuseum Elfringhausen des Bürger-, Heimat- und Verkehrsverein e. V. in der Felderbachstraße 59.
Die Landschaft wird Hattinger Hügelland oder Elfringhauser Schweiz genannt. Zwischen Wodantal und Deilbach ist das Naherholungsgebiet durch Wanderwege erschlossen. Landgasthäuser und Hotels bieten Ausgangspunkte für Wanderungen und Radtouren. Reiterhöfe bieten Reitunterricht oder Ausritt in die Umgebung.
In Nieder- und Oberelfringhausen gibt es die Landschaftsschutzgebiete Niederbredenscheid/Elfringhausen und Felderbachtal/Paasbachtal/Deilbachtal. In Niederelfringhausen das Naturschutzgebiet Felderbachtal. Ein Bodendenkmal ist das auf einer Weide am Hof Fahrentrappe liegende Lichtloch des Herzkämper Erbstollens.

## Persönlichkeiten

### Söhne der Ortsteile
- Albert Varrentrapp (* 1375, † 1438), deutscher Gelehrter, wirkte an den Universitäten von Prag, Leipzig und Köln, Mitglied des Domkapitels von Lüttich, Sekretär König Sigismunds. Von 1415 bis 1418 Teilnehmer des Konstanzer Konzils. Von 1433 bis 1435 Gesandter (Protonotar) des Erzbischofs Dietrich von Köln beim Konzil von Basel
- Johann Peter Bemberg (1758–1838), Begründer der Barmer Kunstseidenfirma J. P. Bemberg

### Mit dem Ort verbundene Persönlichkeiten
- Uta Ranke-Heinemann (1927–2021), hatte ihren Zweitwohnsitz im historischen „Buschmanns Kotten“ in Oberelfringhausen. Der Hof war früher ein Kotten des Lindenhofs. Die Tochter des ehemaligen Bundespräsidenten Gustav Heinemann kaufte sich den Hof Mitte des 20. Jahrhunderts („weil sie Kühe liebte“). Ihr Hauptwohnsitz blieb in Essen.[23]